# Aeroportul Wilkes-Barre Wyoming Valley
Aeroportul Wilkes-Barre Wyoming Valley (IATA: WBW, ICAO: KWBW, FAA LID: WBW) este un aeroport din Luzerne, Pennsylvania, Statele Unite ale Americii ce deservește zona Wyoming Valley⁠(d).
Situat la o altitudine de 166 m, aeroportul dispune de 2 piste.

## Infrastructură

### Piste
Aeroportul dispune de 2 piste. Pista 07/25 are suprafața de asfalt și dimensiunile 3.375 picioare × 75 picioare. Pista 09/27 are dimensiunile 2.191 picioare × 100 picioare. 